# Stazione di Hazelhatch e Celbridge
La stazione di Hazelhatch e Celbridge è una stazione ferroviaria che fornisce servizio a Hazelhatch e Celbridge, contea di Kildare, Irlanda. Fu aperta il 4 agosto 1846. Attualmente le linee che vi passano sono il South West Commuter della Dublin Suburban Rail, la linea2 della Dublin Area Rapid Transit e l'InterCity che collega Dublino e Galway. Fu chiusa nel 9 giugno del 1947 per il trasporto di merci. A causa della distanza relativamente elevata da alcune località di Celbridge c'è un bus specifico che porta direttamente alla stazione. Sono in corso lavori per aumentare di molto l'efficienza della stazione.
La stazione vinse un premio nel 2009, patrocinato dal London Underground, per il geniale adattamento di una struttura d'epoca alla funzione desiderata, ovvero proprio quella di stazione ferroviaria.

## Servizi
- Servizi igienici
- Capolinea autolinee
- Biglietteria a sportello
- Biglietteria self-service
- Distribuzione automatica cibi e bevande